# Gloeospermum pauciflorum
Gloeospermum pauciflorum là một loài thực vật có hoa trong họ Hoa tím. Loài này được Hekking mô tả khoa học đầu tiên năm 1986.